# Tragédia do Gran Circus Norte-Americano
A tragédia do Gran Circus Norte-Americano foi um incêndio criminoso ocorrido em um circo, na cidade brasileira de Niterói, estado do Rio de Janeiro, em 17 de dezembro de 1961, com saldo de 503 pessoas mortas e mais de 800 feridos, principalmente crianças.

## Antecedentes
O Gran Circus Norte-Americano estreou em Niterói, em 15 de dezembro de 1961. Os anúncios diziam que era o maior e mais completo circo da América Latina. Tinha cerca de sessenta artistas, vinte empregados e cento e cinquenta animais. O proprietário, Danilo Stevanovich, havia comprado uma lona nova, que pesava seis toneladas e seria feita de náilon - detalhe que fazia parte da propaganda. O Norte-Americano chegou a Niterói uma semana antes da estreia e instalou-se na praça Expedicionário, na avenida Feliciano Sodré, centro da cidade.

## A tragédia
A montagem do circo demandava bastante tempo e muita mão de obra. Danilo contratou cerca de 50 trabalhadores avulsos. Um deles, Adílson Marcelino Alves, o “Dequinha”, tinha antecedentes na polícia por furto e apresentava problemas mentais. Trabalhou somente dois dias e foi demitido por Danilo Stevanovich. Dequinha ficou inconformado e passou a ficar rondando as imediações.
Na estreia, 15 de dezembro de 1961, o circo estava tão cheio, que Danilo Stevanovich mandou suspender a venda de ingressos, para frustração de muitos. Nessa noite, Dequinha tentou entrar no circo sem pagar o ingresso, mas foi visto e impedido pelo domador de elefantes, Edmilson Juvêncio.
No dia seguinte, 16 de dezembro, sábado, Dequinha continuava a perambular pelo circo e começou a provocar o arrumador Maciel Felizardo, que era constantemente acusado de ser culpado da demissão de Dequinha. Seguiu-se uma discussão e Felizardo agrediu o ex-funcionário, que reagiu e jurou vingança.
Na tarde de 17 de dezembro de 1961, Dequinha se reuniu com José dos Santos, o "Pardal", e Walter Rosa dos Santos, o “Bigode”, com o plano de atear fogo no circo. Eles se encontraram num local denominado "Ponto de Cem Réis", na divisa do bairro Fonseca com o centro da cidade, e decidiram colocar em prática o plano de vingança. Um dos comparsas de Dequinha, responsável pela compra da gasolina, advertiu o chefe sobre lotação esgotada do circo e iminente risco de mortes. Porém, Dequinha estava irredutível: queria vingança e dizia que Stevanovich tinha uma grande dívida com ele.
Com três mil pessoas na plateia, às 15h45, faltando vinte minutos para o espetáculo acabar, a trapezista Nena (Antonietta Stevanovich, irmã de Danilo) notou o incêndio. Em pouco mais de cinco minutos, o circo foi completamente devorado pelas chamas. Trezentas e setenta e duas pessoas morreram na hora e com chegada das equipes de resgate, o número de vítimas fatais passou de quinhentas, das quais 70% eram crianças. Ironicamente, a fuga do elefante Sema da sua jaula, foi o que acabou por salvar a imensa maioria. O animal com sua força, arrebentou com parte da lona, abrindo caminho para um maior número de pessoas. A lona, que chegou a ser anunciada como sendo de náilon, era, na verdade, feita de tecido de algodão revestido de parafina, um material altamente inflamável.
Por coincidência, naquele dia, a classe médica do estado do Rio de Janeiro estava em greve e o Hospital Antônio Pedro, o maior de Niterói, estava fechado. A população arrombou a porta e os médicos em greve foram convocados através da rádio. Soldados do Exército Brasileiro compareceram ao hospital de imediato. Médicos de clínicas privadas também foram atender ao hospital. Circos, cinemas e teatros de Niterói, Rio de Janeiro e outras cidades vizinhas cancelaram seus shows e espetáculos para averiguar se haveria médicos entre o público, tal foi a dimensão da catástrofe. Padres também foram convocados emergencialmente para darem a unção dos enfermos (antes chamada extrema-unção) às vítimas que já se sabia que não tinham qualquer hipótese de sobrevivência. Nos dias seguintes, várias personalidades da elite fluminense e brasileira deslocaram-se a Niterói para prestar o máximo de apoio e auxílio às vítimas. Dentre essas personalidades estava o então presidente João Goulart.
As agências funerárias não tinham mãos e tempo a medir, tal era elevado o número de caixões que eram necessários para enterrar as vítimas. O Estádio Caio Martins foi transformado numa oficina provisória para a construção rápida de urnas, com carpinteiros da região a trabalharem dia e noite. Os cemitérios municipais de Niterói logo ficaram com os túmulos esgotados; assim, um terreno de roça no município de São Gonçalo, vizinho de Niterói, foi usada de urgência como cemitério para enterrar os restantes corpos.
Com base no depoimento de funcionários do circo que acompanharam as ameaças de Dequinha, ele foi preso em 22 de dezembro de 1961, assim como seus cúmplices "Bigode" e "Pardal".
Em 24 de outubro de 1962, Dequinha foi condenado a dezesseis anos de prisão e a mais seis anos de internação em manicômio judiciário, como medida de segurança. Onze anos após, em 31 de janeiro de 1973, ele fugiu da Penitenciária Vieira Ferreira Neto, em Niterói, e foi encontrado morto com 13 tiros no alto do morro Boa Vista, na mesma cidade. O autor do crime jamais foi descoberto. Bigode recebeu 16 anos de condenação e mais um ano em uma colônia agrícola. Finalmente, Pardal foi condenado a 14 anos de prisão, e mais 2 anos em colônia agrícola.

## Impacto cultural

### Televisão
A história do incêndio do Gran Circo Norte-Americano foi retratada no programa Linha Direta, da Rede Globo, em 29 de junho de 2006, sob o nome de Linha Direta Justiça. O dono do circo, Danilo Stevanovich, foi vivido pelo ator Dalton Vigh.

### Livros
A tragédia foi também assunto do livro "O espetáculo mais triste da terra - O incêndio do Gran Circo Norte-Americano", do jornalista Mauro Ventura. Elaborado a partir de extensa pesquisa desenvolvida pelo autor, durante dois anos e meio Ventura entrevistou sobreviventes e pessoas que de alguma forma se envolveram com o acontecimento, como médicos, voluntários, autoridades e escoteiros. Ele também ouviu o cirurgião plástico Ivo Pitanguy, que chegou a atender vítimas da tragédia, além de parentes do Profeta Gentileza. O livro de Ventura, lançado em 2011, quando do cinquentenário da tragédia, aponta controvérsias como o número de mortes e as causas do incêndio.
"Vidas em Chamas", de Zezé Pedroza, também conta essa história, sob a ótica da própria autora, que na época era criança e sobreviveu à tragédia.